# Lijst van burgemeesters van Uitgeest
Dit is een lijst van burgemeesters van de Nederlandse gemeente Uitgeest in de provincie Noord-Holland.
| Ambtsperiode               | Naam burgemeester                     | Partij of stroming | Bijzonderheden |
| -------------------------- | ------------------------------------- | ------------------ | -------------- |
| 1799 - 1817                | Jan van Lith                          |                    |                |
| 1817 - 1838                | Gerrit Muntjewerff                    |                    |                |
| 1838 - 1850                | Anthonie van Lith                     |                    |                |
| 1851 - 1882                | Adrianus van Lith                     |                    |                |
| 1882 - 1901                | Anthonie van Nienes                   |                    |                |
| 1901 - 1925                | Anthonie van Lith                     |                    |                |
| 1925 - 1937                | J.M. van Roosmalen                    | RKSP               |                |
| 1937 - 1943                | Petrus (P.) van de Ven                | RKSP               |                |
| 1943 - 1945                | Wilhelmus Jacobus (W.J.) Masdorp      |                    |                |
| 1945 - 1960                | Petrus (P.) van de Ven                | KVP                |                |
| 1960 - 1972                | Hein (H.J.J.) Aalders                 | KVP                |                |
| 1973 - 1985                | Henk (H.J.) de Nijs                   | KVP / CDA          |                |
| 1985 - 1995                | Jos (H.J.) Verdier                    | CDA                |                |
| 1995 - 1999                | Mathilde (M.M.) van den Brink         | PvdA               |                |
| 1999 - 2001                | Jaap (J.) Kroon                       | CDA                | waarnemend     |
| 2001 - 15 juli 2006        | Jaap (J.) Kroon                       | CDA                |                |
| 2006 - 2007                | Annelies (A.E.) Koningsveld-den Ouden | D66                | waarnemend     |
| 1 maart 2007 - 3 juli 2013 | Mieke (A.E.H.) Baltus                 | CDA                | [ 1 ]          |
| 4 juli 2013 - 2015         | Theo (T.) van Eijk                    | CDA                | waarnemend     |
| 15 januari 2015 - 2020     | Wendy (W.J.A.) Verkleij-Eimers        | VVD                | [ 3 ]          |
| 27 januari 2020 - 2020     | Gerrit (G.) Goedhart                  | CDA                | waarnemend     |
| 16 september 2020 - heden  | Sebastiaan (S.M.) Nieuwland           | D66                | [ 5 ]          |